# نهر جوابري
نهر جوابري ( (بالبرتغالية: Rio Jauaperi‏) ) هو نهر في ولاية أمازون في شمال غرب البرازيل ، أحد روافد ريو نيغرو .
يشكل الجزء السفلي من النهر جزءًا من الحدود بين أمازوناس ورورايما . تقع معظم أحواض الأنهار على 2,585,910 هكتار (6,389,900 أكر) إقليم ويميري أتراري الأصلي.